# Вилоу Гроув (Пенсилванија)
Вилоу Гроув (енгл. Willow Grove) насељено је место без административног статуса у америчкој савезној држави Пенсилванија.

## Демографија
По попису из 2010. године број становника је 15.726, што је 508 (-3,1%) становника мање него 2000. године.
| Група             | 2000.          | 2010.          |
| Белци             | 14.241 (87,7%) | 12.805 (81,4%) |
| Афроамериканци    | 1.068 (6,6%)   | 1.293 (8,2%)   |
| Азијати           | 496 (3,1%)     | 765 (4,9%)     |
| Хиспаноамериканци | 255 (1,6%)     | 548 (3,5%)     |
| Укупно            | 16.234         | 15.726         |